# بنی ورتیلان
بنی ورتیلان (به عربی: بنی ورتیلان) یک ناحیه و شهرداری در الجزایر است که در استان سطیف واقع شده‌است. بنی ورتیلان ۷۳ کیلومتر مربع مساحت و ۱۰٬۵۹۱ نفر جمعیت دارد.